# Jerzy Kierst

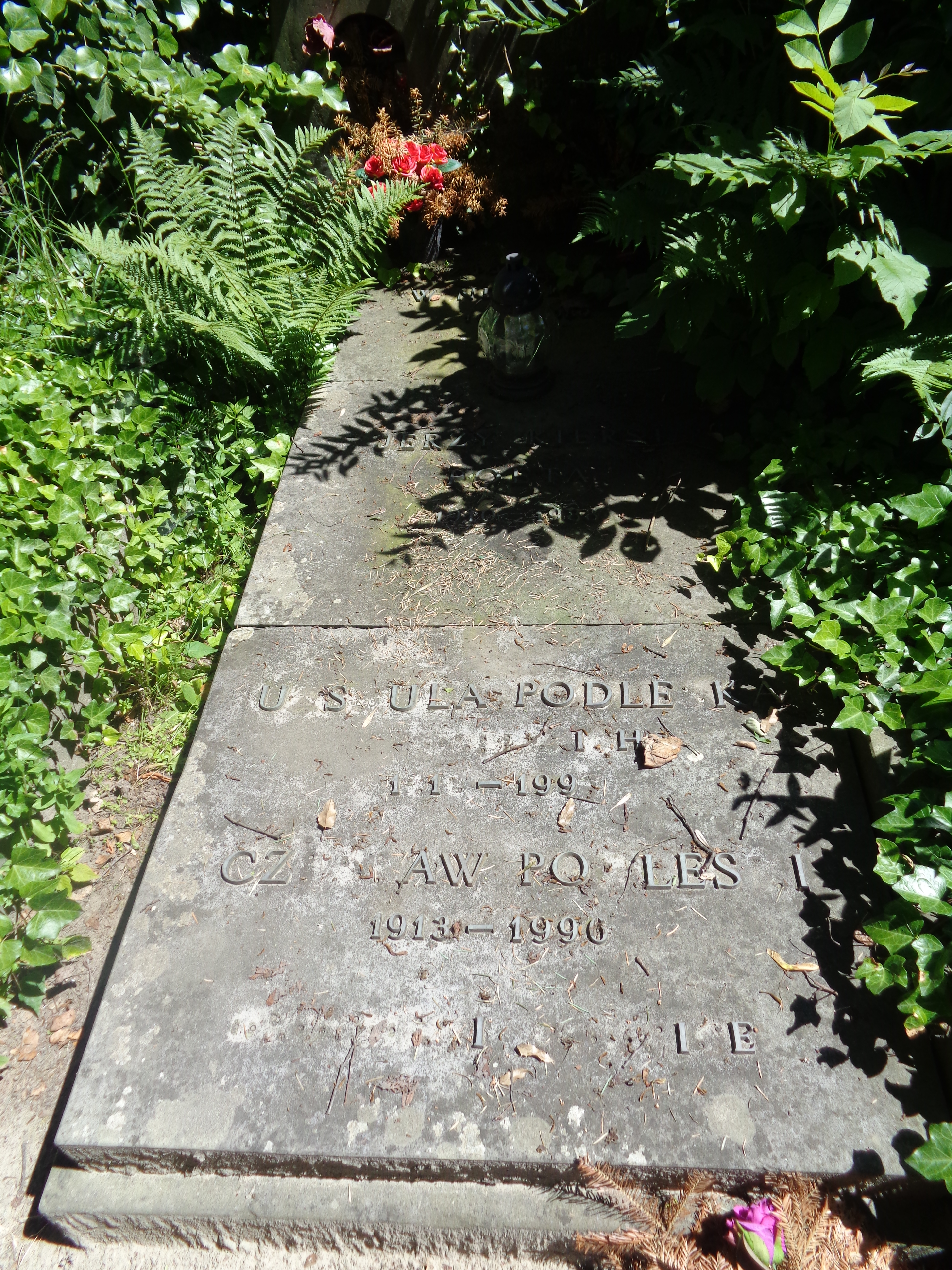
Grób Jerzego Kiersta na cmentarzu Powązkowskim

Jerzy Kierst właściwe imię Zygmunt (ur. 30 września 1911, zm. 21 grudnia 1988)   - prozaik i poeta, krytyk teatralny, tłumacz, przed wojną nauczyciel, w czasie niemieckiej okupacji czynny w tajnym nauczaniu (m.in. Szkoła Ogrodnicza inż. Stanisława Wiśniewskiego, Gimnazjum Ziemi Mazowieckiej, Szkoła Rybacka) oraz w podziemnym Teatrze Rapsodycznym, po wojnie wykładowca w warszawskich szkołach teatralnych, redaktor i reżyser w radiu (m.in. współtwórca Teatru Polskiego Radia i Redakcji Literackiej Polskiego Radia - to jemu zawdzięczamy nagrania Gałczyńskiego, Tuwima, Grochowiaka) i telewizji, publikował  utwory dla dzieci, twórczość dla dorosłych, jako niezgodną z cenzurą polityczną, odkładając do szuflady (całość rękopisów zgodnie z jego wolą znajduje się w Muzeum Literatury im. A. Mickiewicza w Warszawie). Człowiek wielkiej kultury i prawości. Pomimo ciężkiej sytuacji materialnej i choroby konsekwentnie odmawiał współpracy z mediami w stanie wojennym, jak i po nim. Swoje zbiory sztuki przekazał Zamkowi Królewskiemu. Został pochowany na cmentarzu Powązkowskim (kwatera 108-4-22).

## Ważniejsze dzieła
- Dwie wiewiórki
- Ogród pełen śpiewu
- Przed odlotem
- Przygody detektywa Tutama
- Rozmowa z jaszczurką